# Hadamar
Pour l’article ayant un titre homophone, voir Hadamard.
Hadamar est une ville allemande située dans l'arrondissement de Limbourg-Weilbourg et dans le land de la Hesse.

## Géographie
Elle se trouve entre Cologne et Francfort-sur-le-Main à une altitude de 120 à 390 m, sur l'Elbbach, un affluent de la Lahn, au nord de Limburg.

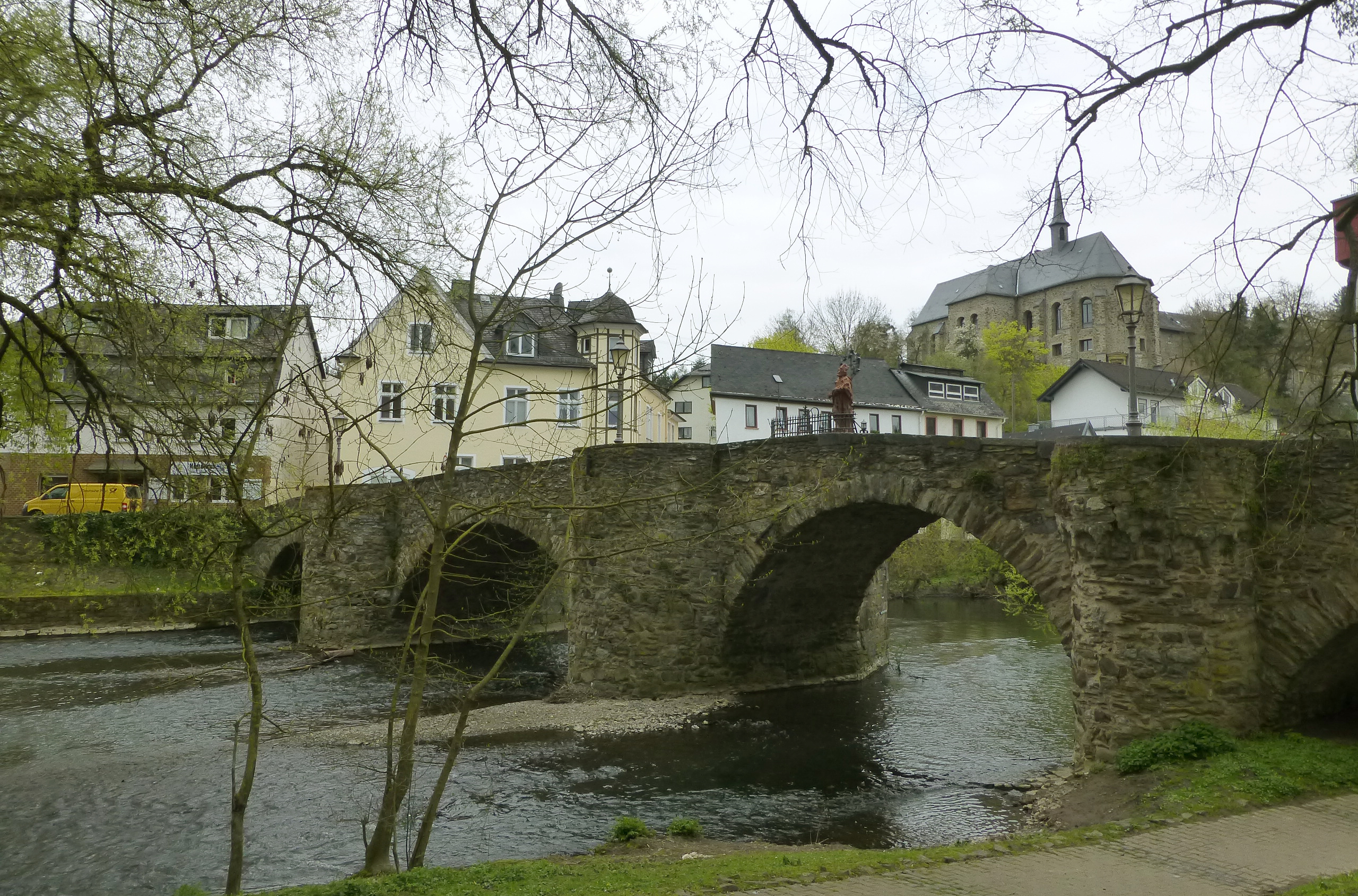
Le vieux pont de pierre sur l'Elbbach.

## Histoire
| Appartenances historiques Nassau-Hadamar 1332-1394 Comté de Nassau-Dillenbourg 1394-1620 Nassau-Hadamar 1620-1711 Principauté d'Orange-Nassau 1711-1806 Grand-duché de Berg 1806-1813 Principauté d'Orange-Nassau 1813-1815 Duché de Nassau 1815-1866 Royaume de Prusse (Province de Hesse-Nassau) 1866-1918 République de Weimar 1918-1933 Reich allemand 1933-1945 Allemagne occupée 1945-1949 Allemagne 1949-présent |

Au XVIIIe siècle, Hadamar était le centre administratif de plusieurs communes des environs. En 1815 la ville devint partie du duché de Nassau, et en 1866 de la Prusse. En 1870 la ville fut connectée au réseau ferroviaire.
La ville abrite un centre de redressement créé en 1883 qui devient en 1907 un hôpital psychiatrique. Il devint à partir de 1941 un des six centres allemands d'extermination des handicapés physiques et mentaux (dont des enfants), au moyen de chambres à gaz ou par mauvais traitement (privation de nourriture,
surdosage médicamenteux). Il prit alors le nom d'"Institut d'Euthanasie NS Hadamar" où au moins 14 494 handicapés mentaux, « demi-Juifs » et « ouvriers orientaux » furent assassinés. Aujourd'hui, un mémorial rappelle ces euthanasies criminelles, préfiguration de la Shoah.

## Jumelages
La ville de Hadamar est jumelée avec :
- Bellerive-sur-Allier (France) depuis octobre 1973 ;
- Impruneta (Italie) depuis 1991.

## Personnalités liées à la commune
- Leonhard Diefenbach (1814-1875), peintre et professeur de dessin.
- Karl Wilhelm Diefenbach (1851-1913), peintre et fils du précédent.